# Camillea
Camillea es un género de hongos en la familia Xylariaceae. Las 41 especies de este género poseen una distribución amplia, pero son especialmente prevalescentes en la zonas tropicales. Los cuerpos fructíferos de las especies de Camillea suelen tener una forma cilíndrica. El género fue originalmente circunscripto por el sueco Elias Fries en su obra Summa vegetabilium Scandinaviae  (1849).

## Especies
- Camillea amazonica
- Camillea broomeana
- Camillea campinensis
- Camillea coroniformis
- Camillea cyclisca
- Camillea deceptiva
- Camillea flosculosa
- Camillea fossulata
- Camillea fusiformis
- Camillea gigaspora
- Camillea guzmanii
- Camillea hainesii
- Camillea heterostoma
- Camillea hyalospora
- Camillea labiatirima
- Camillea leprieurii
- Camillea luzonensis
- Camillea macrospora
- Camillea magnifica
- Camillea malaysiensis
- Camillea mexicana
- Camillea mucronata
- Camillea obularia
- Camillea oligoporus
- Camillea ovalispora
- Camillea patouillardii
- Camillea pila
- Camillea punctidisca
- Camillea punctulata
- Camillea sagrana
- Camillea scriblita
- Camillea selangorensis
- Camillea signata
- Camillea stellata
- Camillea texensis
- Camillea unistoma
- Camillea venezuelensis
- Camillea verruculospora
- Camillea williamsii